# Gotthard Heinrici

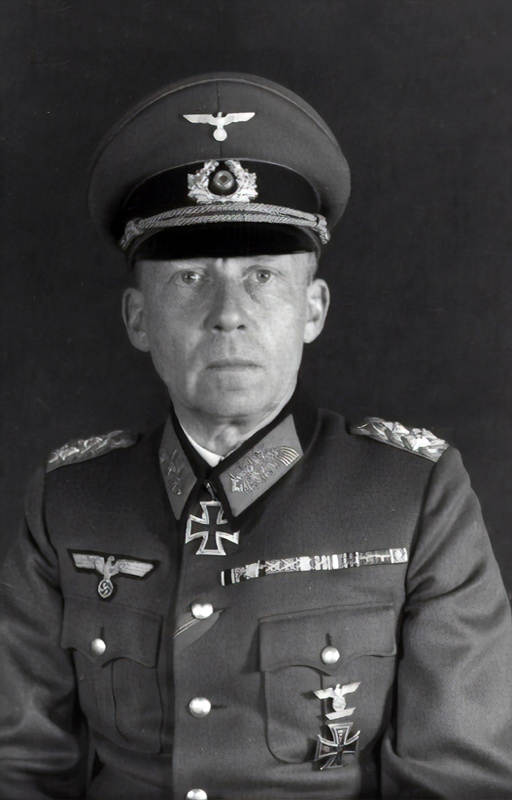
Gotthard Heinrici, 1943

Unterschrift Heinricis

Gotthard Fedor August Heinrici (* 25. Dezember 1886 in Gumbinnen, Ostpreußen; † 10. Dezember 1971 in Karlsruhe) war ein deutscher Generaloberst im Zweiten Weltkrieg. Er kommandierte Großverbände des Heeres auf verschiedenen Kriegsschauplätzen. Heinrici gilt als einer der wenigen Experten der Wehrmacht für Operationen zur Verteidigung.

## Leben

### Kaiserreich und Erster Weltkrieg
Gotthard Heinrici wurde als einziger Sohn des Pfarrers Paul Heinrici und dessen Ehefrau Gisela, geborene von Rauchhaupt, die einer preußischen Adelsfamilie entstammte, geboren. Sein Großvater väterlicherseits war der Pastor und Konsistorialrat August Heinrici. Generalfeldmarschall Gerd von Rundstedt war sein Cousin, desgleichen der Verhaltensforscher Otto Koehler, mit dem er gemeinsam im Pfarrhaus von Gumbinnen aufwuchs. Heinrici trat am 8. März 1905 als Fahnenjunker in das 6. Thüringische Infanterie-Regiment Nr. 95 ein und absolvierte eine Offiziersausbildung. Am 18. August 1906 erfolgte seine Ernennung zum Leutnant. Vor Ausbruch des Ersten Weltkriegs wurde er am 17. Februar 1914 zum Oberleutnant befördert.
Heinrici kämpfte zunächst an der Ostfront, wo er an der Schlacht bei Tannenberg teilnahm. Auf dem polnischen Kriegsschauplatz äußerte er antisemitische Ressentiments, die er aus seinem Elternhaus übernommen hatte, und machte sich über die in Polen zahlreich anzutreffenden „Kaftanjuden mit Ringellöckchenrs“ lustig. Am 18. Juni 1915 erfolgte seine Beförderung zum Hauptmann und ab 1916 war er als Kompanie- und Bataillonsführer in der Schlacht um Verdun beteiligt. Nach einer schweren Verwundung wurde er in den Stabsdienst versetzt. Bis Kriegsende war er Erster Generalstabsoffizier (Ia) der 203. Infanterie-Division. Während des Krieges wurde Heinrici elfmal ausgezeichnet, unter anderem mit beiden Klassen des Eisernen Kreuzes und dem Ritterkreuz des Königlichen Hausordens von Hohenzollern mit Schwertern.

### Weimarer Republik
Anfang 1919 kam er zum Infanterie-Regiment Nr. 95 zurück und ging kurz darauf im Februar 1919 mit einer Freiwilligen-Division zum Grenzschutz Ost.
1920 wurde er in die Reichswehr übernommen, die ersten Jahre beim Stab der 1. Division. Ab dem 1. September 1924 war er Kompaniechef der 14. Kompanie im 13. (Württembergisches) Infanterie-Regiment, ab dem 1. Februar 1926 als Major. Ab Herbst 1927 wurde er für drei Jahre im Truppenamt (TA) des Reichswehrministerium in der Heeres-Organisations-Abteilung (T2) eingesetzt, ab dem 1. August 1930 als Oberstleutnant. Seit Herbst 1930 als Bataillonskommandeur des III. Bataillons im 3. (Preußisches) Infanterie-Regiment eingesetzt, wurde Heinrici zum 1. Oktober 1932 als Ia in den Stab des Gruppenkommandos 1 in Berlin versetzt.
Die Weimarer Republik lehnte Heinrici, der der DNVP nahestand, ab. Kurz nach der Machtergreifung der Nationalsozialisten äußerte er in einem Brief an seine Eltern die Hoffnung, „dass wir aus der marxistisch-jüdischen Schweinerei nun endlich herauskommen“.

### Zeit des Nationalsozialismus bis Kriegsbeginn
Ab dem 1. März 1933 war Heinrici im Rang eines Obersts als Abteilungsleiter im Reichswehrministerium, später Reichskriegsministerium, eingesetzt. Am 1. Januar 1936 erfolgte die Ernennung zum Generalmajor. Mit Wirkung zum 12. Oktober 1937 wurde er zum Kommandeur der 16. Infanterie-Division ernannt und in dieser Aufgabe am 1. März 1938 zum Generalleutnant befördert.
Heinrici hatte mit seiner Frau Gertrude zwei Kinder, Hartmut (1921–1993) und Gisela (geb. 1926, verh. Petersson). Er war ein religiöser Mann, der regelmäßig die Kirche besuchte. Sein Glaube und die Weigerung, der NSDAP beizutreten, machten ihn in der NS-Hierarchie unbeliebt und führten später zu Auseinandersetzungen mit Machthaber Adolf Hitler und vor allem Reichsmarschall Hermann Göring, der ihm Verachtung entgegenbrachte.
Von den antisemitischen Exzessen der Reichspogromnacht war er abgestoßen, doch führte ihn dies nicht zu einer Distanzierung vom Regime, dessen Judenfeindlichkeit er im Grundsatz teilte.

### Als Kommandeur von Kampfverbänden
Zu Beginn des Zweiten Weltkrieges war Heinrici mit seiner Division am Westwall eingesetzt. Am 20. April 1940 wurde er zum General der Infanterie befördert und übernahm das Kommando über das XII. Armeekorps, das im Frankreichfeldzug (Mai/Juni 1940) südlich von Saarbrücken die Maginotlinie durchbrach.
Im Krieg gegen die Sowjetunion hatte Heinrici das Kommando über das XXXXIII. Armeekorps der Heeresgruppe Mitte, mit dem er an der Kesselschlacht bei Białystok und Minsk, der Kesselschlacht um Kiew und der Schlacht um Moskau teilnahm. Am 18. September 1941 erhielt er das Ritterkreuz des Eisernen Kreuzes.

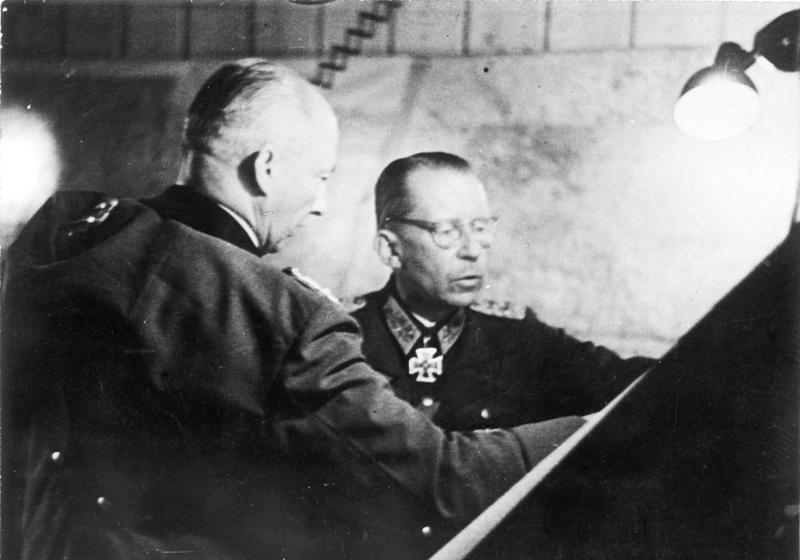
Lagebesprechung zwischen Generalfeldmarschall Günther von Kluge und Gotthard Heinrici (rechts), Mitte 1943

Am 20. Januar 1942 übernahm er das Kommando über die 4. Armee, die von ihrem damaligen Hauptquartier in Spas-Demensk aus die Front stabilisieren sollte. Am 1. Januar 1943 wurde Heinrici zum Generaloberst befördert. Im Sommer 1943 musste er sich mit der 4. Armee nach Orscha zurückziehen. Für die zeitweilige Stabilisierung der Front wurde ihm am 24. November 1943 das Eichenlaub zum Ritterkreuz des Eisernen Kreuzes verliehen.
Während des Rückzuges und der folgenden Monate griff die sowjetische Westfront in elf aufeinanderfolgenden Schlachten die 4. Armee von Heinrici an. Unzulängliche Taktik der sowjetischen Armeeführung und Heinricis gute Führung erzielten enorme sowjetische Verluste. Heinrici hatte einige Kilometer hinter der Front gute Feldbefestigungen ausbauen lassen und ließ die vorderen Linien nur dünn besetzt. Diese zogen sich nach einem Vernichtungsschlag der sowjetischen Artillerie in die rückwärtigen Befestigungen zurück, worauf die Sowjets den Artilleriebeschuss einstellen mussten, um ihre Soldaten nicht zu gefährden bzw. die deutschen Feldbefestigungen lagen außerhalb der Schussweite. Die angreifende Infanterie und Panzer trafen somit auf die intakten Wehrmachts-Befestigungen und wurden aufgerieben. Die vergeblichen Angriffe kosteten die Rote Armee über 530.000 Soldaten; die Verluste der 4. Armee beliefen sich auf 35.000 Mann, davon 10.000 Tote und Vermisste. Diese Erfolge trugen stark zu Heinricis Ruf als Abwehrspezialist bei.
Heinrici setzte sich wiederholt für einen Rückzug der Heeresgruppe Mitte und einer damit verbundenen Verkürzung der Frontlinie, die speziell nach den vorangegangenen Erfolgen der Roten Armee in der Ukraine nun weit nach Osten vorragte, ein. Nachdem Hitler bei der Stabsbesprechung am 20. Mai 1944 diese Pläne endgültig abgewiesen und sich auf die Schaffung „fester Plätze“ festgelegt hatte, meldete Heinrici sich krank und gab das Kommando über die 4. Armee ab. Zu seinem Nachfolger wurde am 4. Juni der General der Infanterie Kurt von Tippelskirch. Am 22. Juni begann die Rote Armee die Operation Bagration. Die 4. Armee wurde im Juli bei Minsk eingekesselt und zerschlagen; später erfolgte eine Neuaufstellung der Einheit.
Am 17. August 1944 wurde Heinrici zum Kommandeur der 1. Panzerarmee ernannt, die den Kern der Heeresgruppe Nordukraine bildete. Mit dieser musste er sich über Polen und die Slowakei in schweren Rückzugsgefechten immer weiter zurückziehen. Heinrici bestätigte dabei seinen Ruf als Defensivspezialist. Am 3. März 1945 wurden ihm die Schwerter zum Ritterkreuz des Eisernen Kreuzes verliehen.
Am 21. März 1945 wurde Heinrici wegen seiner Fähigkeiten, aus der Defensive zu kämpfen, zum Kommandeur der Heeresgruppe Weichsel ernannt, die den Angriff der Roten Armee auf Berlin stoppen sollte. Er war der kommandierende Offizier bei der Niederlage in der Schlacht um die Seelower Höhen. Er erkannte, dass der sowjetische Hauptstoß über die Oder entlang der Reichsstraße 1 erfolgen würde. So entschied er, das Westufer der Oder lediglich mit einem dünnen Schleier zu verteidigen, und ließ stattdessen die Seelower Höhen befestigen, die den westlichen Rand des Oderbruchs bilden und sich etwa 48 Meter über das Oderbruch erheben. Um die notwendige Personalstärke für die Verteidigung zu erreichen, ließ er an anderen Stellen die deutschen Linien ausdünnen. Gleichzeitig verwandelten deutsche Pioniere das Oderbruch, welches bereits von der Frühjahrsflut getränkt war, durch Öffnung eines Reservoirs flussaufwärts in einen einzigen Sumpf. Dahinter wurden drei Verteidigungsgürtel angelegt, die bis an die Außenbezirke von Berlin heranreichten. Die letzte Linie, ungefähr 15–20 km hinter der ersten Linie, war die sogenannte Wotan-Stellung, die aus Panzergräben, Panzerabwehrkanonen und einem ausgedehnten Netz von Gräben und Bunkern bestand. In den frühen Morgenstunden des 16. April 1945, 3:00 Uhr MESZ, 5:00 Uhr Moskauer Zeit, begann der Angriff mit einem gewaltigen Trommelfeuer durch 40.000 Artilleriegeschütze, die jedoch großenteils wirkungslos blieben, da Heinrici und der Kommandeur der 9. Armee (General Theodor Busse) den Angriff für diesen Tag erwartet hatten. In der Nacht zuvor war die Masse der Verbände bis auf Sicherungen aus der Front gelöst und in die vorbereiteten Stellungen auf den Seelower Höhen verlegt worden. Erst am 18. April stießen beide sowjetische Fronten unter sehr schweren Verlusten durch die Verteidigungsstellungen. Wegen Unstimmigkeiten mit dem OKW wurde Heinrici am 29. April 1945 auf eigenen Wunsch seines Postens enthoben und setzte sich nach Schleswig-Holstein ab.
Diese letzte Phase seiner militärischen Laufbahn war typisch für Heinricis gespanntes Verhältnis zur nationalsozialistischen Militärführung. Er hatte bereits zuvor mehrfach Befehle ignoriert, auf Rückzügen nur „verbrannte Erde“ zu hinterlassen, so etwa bezüglich der Stadt Smolensk. Deswegen war Heinrici bereits in den Jahren 1942 und 1943 jeweils für zwei Monate seines Kommandos enthoben worden. In beiden Fällen wurde er jedoch aufgrund seiner unverzichtbaren Fähigkeiten zurückgeholt.

### Nach dem Zweiten Weltkrieg
Heinrici kam am 28. Mai 1945 bei Flensburg in britische Kriegsgefangenschaft. Am 19. Mai 1948 wurde er aus dem Lager Island Farm entlassen. Danach wohnte er in Endersbach bei Waiblingen. In den 1950er Jahren erstellte er Studien für die Operational History (German) Section der Historical Division der United States Army.
Heinrici verstarb kurz vor seinem 85. Geburtstag am 10. Dezember 1971 in Karlsruhe und wurde auf dem Friedhof in Freiburg im Breisgau mit militärischen Ehren beigesetzt. Sein Nachlass befindet sich beim dortigen Bundesarchiv-Militärarchiv. Der Historiker Johannes Hürter wertete Heinricis Briefe und Tagebücher für einen Artikel in den Vierteljahrsheften für Zeitgeschichte sowie für zwei Bücher aus.

## Einschätzung von Heinrici als Befehlshaber
Johannes Hürter gab im Buch Notizen aus dem Vernichtungskrieg. Die Ostfront 1941/42 in den Aufzeichnungen des Generals Heinrici eine Einschätzung von Heinrici als Befehlshaber ab: „Heinrici erwies sich als harter und fähiger Befehlshaber, der sich ebenso viel abverlangte wie seinen Soldaten und der noch als Armeeoberbefehlshaber ständig den persönlichen Kontakt zur Kampftruppe und Front suchte. Damit entsprach er dem preußisch-deutschen (und auch Hitlers) Ideal eines hohen Truppenkommandeurs, der „von vorne“ führte und das Können des Generalstabsoffiziers mit der Kühnheit des Frontoffiziers verband. Seine Aufzeichnungen aus dem Ostkrieg legen davon ein beredtes Zeugnis ab, auch von der Empathie und Fürsorge für seine Soldaten, für die er sich verantwortlich fühlte.“
Zu Verbrechen in Heinricis Befehlsbereich schreibt Hürter: „Die wachsende Achtung vor der Kampfkraft des Gegners und das aufkeimende Verständnis für die Bevölkerung in einem verwüsteten Land änderte nichts daran, dass sich auch in Heinricis Befehlsbereich Kriegsverbrechen gegen Rotarmisten, Kommissare, Kriegsgefangene, Partisanen und Zivilisten ereigneten.“

## Wehrmachtbericht
Heinrici wurde im Wehrmachtsbericht namentlich am 23. November 1943 und am 8. Oktober 1944 genannt.